# Lusigliè
Lusigliè – miejscowość i gmina we Włoszech, w regionie Piemont, w prowincji Turyn.
Według danych na rok 2004 gminę zamieszkiwało 536 osób, 107,2 os./km².